# العولمة (مسلسل)
العولمة، مسلسل تلفزيوني سعودي، عرض في الأول من رمضان لعام 1420 هـ الموافق 8 ديسمبر 1999، من تأليف ليلى الهلالي وإخراج زوجها عامر الحمود. وهو أول أعمال الفنانة الكويتية حياة الفهد في السعودية، وشاركها البطولة مواطنها محمد المنصور وبكر الشدي.

## الفنانين المشاركين
- حياة الفهد.
- محمد المنصور.
- بكر الشدي.
- فاطمة الحوسني.
- محمد العيسى.
- فايز المالكي.
- علي المدفع.
- علي الغرير.
- أميرة محمد.
- في الشرقاوي.
- أحمد العبيد.
- يوسف اليوسف.
- محمد الكنهل.
- فاطمة إسماعيل.
- فيصل الشعيب.
- فهد الركف.
- زياد الخالدي.